# Liga dos Campeões da UEFA de 2024–25 – Fase de liga
A Fase de Liga da Liga dos Campeões da UEFA de 2024–25 foi disputada entre 17 de setembro de 2024 e 29 de janeiro de 2025. Um total de 36 equipes competiram nesta fase para decidir as 24 vagas na fase eliminatória da Liga dos Campeões da UEFA de 2024–25.
Aston Villa, Bologna, Brest, Girona e Slovan Bratislava fizeram suas estreias desde a introdução da fase de grupos. Brest e Girona também estrearam em competições europeias. Um total de 16 associações nacionais serão representadas na fase da liga.
Esta foi a primeira temporada com o formato de liga única, que substitui o formato de grupos usado até a temporada anterior. Com a mudança de formato, o número de partidas anteriores à fase eliminatória aumentará de 96 para 144.

## Formato
Cada equipe jogou oito partidas, quatro em casa e quatro fora, contra oito oponentes diferentes, com todas as 36 equipes classificadas em uma única tabela da liga. As equipes foram separadas em quatro potes com base em seus coeficientes de clubes da UEFA de 2024, e cada equipe jogou contra duas equipes de cada um dos quatro potes - uma em casa e uma fora. As oito melhores equipes classificadas receberam uma vaga para as oitavas de final. As equipes classificadas de 9º a 24º disputarão os play-offs da fase eliminatória, com as equipes classificadas de 9º a 16º classificadas para o sorteio. As equipes classificadas de 25º a 36º são eliminadas de todas as competições, sem acesso à UEFA Europa League de 2024–25.

### Critérios de desempate
As equipes serão classificadas de acordo com os pontos (3 pontos para uma vitória, 1 ponto para um empate, 0 pontos para uma derrota). Se duas ou mais equipes estiverem empatadas em pontos após a conclusão da fase da liga, os seguintes critérios de desempate serão aplicados, na ordem dada, para determinar suas classificações:
1. Diferença de gols;
2. Gols marcados;
3. Gols marcados fora de casa;
4. Vitórias;
5. Vitórias fora;
6. Maior número de pontos obtidos coletivamente pelos adversários da fase de classificação;
7. Diferença de gols coletiva superior dos adversários da fase de grupos;
8. Maior número de gols marcados coletivamente pelos adversários da fase de grupos;
9. Menor total de pontos disciplinares (cartão vermelho direto = 3 pontos, cartão amarelo = 1 ponto, expulsão por dois cartões amarelos em uma partida = 3 pontos);
10. Coeficiente de clube da UEFA.

## Equipes e potes
As 36 equipes foram divididas em quatro potes de nove times cada, com os detentores do título da Liga dos Campeões automaticamente colocados como a primeira cabeça de chave do pote 1. Todos os times restantes foram alocados em potes com base em seus coeficientes de clubes da UEFA de 2024. Os participantes incluem:
29 equipes que entraram nesta fase
7 vencedores da fase de play-off (5 do Caminho dos Campeões, 2 do Caminho da Liga )

### Potes
| Pote 1              | Coef.   |
| ------------------- | ------- |
| Manchester City     | 148.000 |
| Bayern de Munique   | 144.000 |
| Real Madrid         | 136.000 |
| Paris Saint-Germain | 116.000 |
| Liverpool           | 114.000 |
| Internazionale      | 101.000 |
| RB Leipzig          | 97.000  |
| Borussia Dortmund   | 97.000  |
| Barcelona           | 91.000  |

| Pote 2             | Coef.  |
| ------------------ | ------ |
| Bayer Leverkusen   | 90.000 |
| Atlético de Madrid | 89.000 |
| Atalanta           | 81.000 |
| Juventus           | 80.000 |
| Benfica            | 79.000 |
| Arsenal            | 72.000 |
| Brugge             | 64.000 |
| Shakhtar Donetsk   | 63.000 |
| Milan              | 59.000 |

| Pote 3            | Coef.  |
| ----------------- | ------ |
| Feyenoord         | 57.000 |
| Sporting          | 54.500 |
| PSV Eindhoven     | 54.000 |
| Red Bull Salzburg | 50.000 |
| Dínamo Zagreb     | 50.000 |
| Lille             | 47.000 |
| Estrela Vermelha  | 40.000 |
| Young Boys        | 34.500 |
| Celtic            | 32.500 |

| Pote 4            | Coef.  |
| ----------------- | ------ |
| Slovan Bratislava | 30.500 |
| Monaco            | 24.000 |
| Sparta Praga      | 22.500 |
| Aston Villa       | 20.860 |
| Bologna           | 18.056 |
| Girona            | 17.897 |
| Stuttgart         | 17.324 |
| Sturm Graz        | 14.500 |
| Brest             | 13.366 |

## Sorteio
O sorteio para os pares da fase da liga foi realizado no Fórum Grimaldi em Mônaco em 29 de agosto de 2024, 18:00 CEST. Todas as 36 equipes foram sorteadas manualmente usando bolas físicas. Para cada equipe sorteada manualmente, um software automatizado sorteou digitalmente seus oponentes aleatoriamente, determinando quais de suas partidas seriam em casa e quais seriam fora. Cada equipe enfrentará dois oponentes de cada um dos quatro potes, um dos quais enfrentará em casa e um fora. As equipes não podem enfrentar oponentes de sua própria associação e só podem ser sorteadas contra no máximo dois times da mesma associação. O sorteio começou com o Pote 1, atribuindo oponentes a todas as equipes, uma após a outra, e continuou com os outros potes em ordem decrescente até que todas as equipes recebessem seus oponentes.
A mudança para um sorteio baseado principalmente em computador foi feita devido a problemas com a complexidade e a duração exigidas por um sorteio manual.  O software de sorteio, desenvolvido pela AE Live, garantiu aleatoriedade total dentro da estrutura das condições de sorteio e evitou quaisquer situações de impasse. O software foi revisado pelo auditor externo Ernst & Young, que também forneceu revisão e controle das operações de sorteio manual e digital no local.

## Tabela
| Pos | Equipe              | Pts | J | V | E | D | GP | GC | SG  | Classificado                                                                       |
| --- | ------------------- | --- | - | - | - | - | -- | -- | --- | ---------------------------------------------------------------------------------- |
| 1   | Liverpool           | 21  | 8 | 7 | 0 | 1 | 17 | 5  | +12 | Avançam para as oitavas de final da fase eliminatória (como cabeças de chave)      |
| 2   | Barcelona           | 19  | 8 | 6 | 1 | 1 | 28 | 13 | +15 | Avançam para as oitavas de final da fase eliminatória (como cabeças de chave)      |
| 3   | Arsenal             | 19  | 8 | 6 | 1 | 1 | 16 | 3  | +13 | Avançam para as oitavas de final da fase eliminatória (como cabeças de chave)      |
| 4   | Internazionale      | 19  | 8 | 6 | 1 | 1 | 11 | 1  | +10 | Avançam para as oitavas de final da fase eliminatória (como cabeças de chave)      |
| 5   | Atlético de Madrid  | 18  | 8 | 6 | 0 | 2 | 20 | 12 | +8  | Avançam para as oitavas de final da fase eliminatória (como cabeças de chave)      |
| 6   | Bayer Leverkusen    | 16  | 8 | 5 | 1 | 2 | 15 | 7  | +8  | Avançam para as oitavas de final da fase eliminatória (como cabeças de chave)      |
| 7   | Lille               | 16  | 8 | 5 | 1 | 2 | 17 | 10 | +7  | Avançam para as oitavas de final da fase eliminatória (como cabeças de chave)      |
| 8   | Aston Villa         | 16  | 8 | 5 | 1 | 2 | 13 | 6  | +7  | Avançam para as oitavas de final da fase eliminatória (como cabeças de chave)      |
| 9   | Atalanta            | 15  | 8 | 4 | 3 | 1 | 20 | 6  | +14 | Avançam para as pré-eliminatórias da fase eliminatória (como cabeças de chave)     |
| 10  | Borussia Dortmund   | 15  | 8 | 5 | 0 | 3 | 22 | 12 | +10 | Avançam para as pré-eliminatórias da fase eliminatória (como cabeças de chave)     |
| 11  | Bayern de Munique   | 15  | 8 | 5 | 0 | 3 | 20 | 12 | +8  | Avançam para as pré-eliminatórias da fase eliminatória (como cabeças de chave)     |
| 12  | Real Madrid         | 15  | 8 | 5 | 0 | 3 | 20 | 12 | +8  | Avançam para as pré-eliminatórias da fase eliminatória (como cabeças de chave)     |
| 13  | Milan               | 15  | 8 | 5 | 0 | 3 | 14 | 11 | +3  | Avançam para as pré-eliminatórias da fase eliminatória (como cabeças de chave)     |
| 14  | PSV Eindhoven       | 14  | 8 | 4 | 2 | 2 | 16 | 12 | +4  | Avançam para as pré-eliminatórias da fase eliminatória (como cabeças de chave)     |
| 15  | Paris Saint-Germain | 13  | 8 | 4 | 1 | 3 | 14 | 9  | +5  | Avançam para as pré-eliminatórias da fase eliminatória (como cabeças de chave)     |
| 16  | Benfica             | 13  | 8 | 4 | 1 | 3 | 16 | 12 | +4  | Avançam para as pré-eliminatórias da fase eliminatória (como cabeças de chave)     |
| 17  | Monaco              | 13  | 8 | 4 | 1 | 3 | 13 | 13 | 0   | Avançam para as pré-eliminatórias da fase eliminatória (como não cabeças de chave) |
| 18  | Brest               | 13  | 8 | 4 | 1 | 3 | 10 | 11 | −1  | Avançam para as pré-eliminatórias da fase eliminatória (como não cabeças de chave) |
| 19  | Feyenoord           | 13  | 8 | 4 | 1 | 3 | 18 | 21 | −3  | Avançam para as pré-eliminatórias da fase eliminatória (como não cabeças de chave) |
| 20  | Juventus            | 12  | 8 | 3 | 3 | 2 | 9  | 7  | +2  | Avançam para as pré-eliminatórias da fase eliminatória (como não cabeças de chave) |
| 21  | Celtic              | 12  | 8 | 3 | 3 | 2 | 13 | 14 | −1  | Avançam para as pré-eliminatórias da fase eliminatória (como não cabeças de chave) |
| 22  | Manchester City     | 11  | 8 | 3 | 2 | 3 | 18 | 14 | +4  | Avançam para as pré-eliminatórias da fase eliminatória (como não cabeças de chave) |
| 23  | Sporting            | 11  | 8 | 3 | 2 | 3 | 13 | 12 | +1  | Avançam para as pré-eliminatórias da fase eliminatória (como não cabeças de chave) |
| 24  | Brugge              | 11  | 8 | 3 | 2 | 3 | 7  | 11 | −4  | Avançam para as pré-eliminatórias da fase eliminatória (como não cabeças de chave) |
| 25  | Dínamo Zagreb       | 11  | 8 | 3 | 2 | 3 | 12 | 19 | −7  | Eliminados                                                                         |
| 26  | Stuttgart           | 10  | 8 | 3 | 1 | 4 | 13 | 17 | −4  | Eliminados                                                                         |
| 27  | Shakhtar Donetsk    | 7   | 8 | 2 | 1 | 5 | 8  | 16 | −8  | Eliminados                                                                         |
| 28  | Bologna             | 6   | 8 | 1 | 3 | 4 | 4  | 9  | −5  | Eliminados                                                                         |
| 29  | Estrela Vermelha    | 6   | 8 | 2 | 0 | 6 | 13 | 22 | −9  | Eliminados                                                                         |
| 30  | Sturm Graz          | 6   | 8 | 2 | 0 | 6 | 5  | 14 | −9  | Eliminados                                                                         |
| 31  | Sparta Praga        | 4   | 8 | 1 | 1 | 6 | 7  | 21 | −14 | Eliminados                                                                         |
| 32  | RB Leipzig          | 3   | 8 | 1 | 0 | 7 | 8  | 15 | −7  | Eliminados                                                                         |
| 33  | Girona              | 3   | 8 | 1 | 0 | 7 | 5  | 13 | −8  | Eliminados                                                                         |
| 34  | Red Bull Salzburg   | 3   | 8 | 1 | 0 | 7 | 5  | 27 | −22 | Eliminados                                                                         |
| 35  | Slovan Bratislava   | 0   | 8 | 0 | 0 | 8 | 7  | 27 | −20 | Eliminados                                                                         |
| 36  | Young Boys          | 0   | 8 | 0 | 0 | 8 | 3  | 24 | −21 | Eliminados                                                                         |

## Partidas
A lista de jogos foi anunciada em 31 de agosto de 2024, dois dias após o sorteio. Isso foi para garantir que não houvesse conflitos de calendário com times da Liga Europa e da Liga Conferência jogando nas mesmas cidades.
Em princípio, cada equipe não jogará mais do que duas partidas em casa ou duas partidas fora de casa consecutivas, e jogará uma partida em casa e uma partida fora de casa nas duas primeiras e últimas duas rodadas. As partidas serão disputadas de 17 a 19 de setembro (semana exclusiva),  1 a 2 de outubro, 22 a 23 de outubro, 5 a 6 de novembro, 26 a 27 de novembro, 10 a 11 de dezembro de 2024, 21 a 22 de janeiro e 29 de janeiro de 2025. Todas as partidas serão disputadas às terças e quartas-feiras, exceto na semana exclusiva da competição, que também inclui jogos de quinta-feira. Os horários de início programados serão 18:45 (duas partidas em cada dia) e 21:00 (partidas restantes) CET/CEST. A única exceção é a última rodada, onde todas as partidas serão disputadas simultaneamente às 21:00.
Os horários das partidas seguem o Horário da Europa Central ou Horário de Verão da Europa Central, conforme listados pela UEFA (os horários locais, se diferentes, estão entre parênteses).

### Rodada 1
| 17 de setembro de 2024 | Young Boys | 0 – 3     | Aston Villa                            | Stade de Suisse, Berna                      |
| 18:45                  |            | Relatório | Tielemans 27' · Ramsey 38' · Onana 86' | Público: 31 500 Árbitro: BUL Georgi Kabakov |

| 17 de setembro de 2024 | Juventus                                 | 3 – 1     | PSV Eindhoven | Juventus Stadium, Turim                                    |
| 18:45                  | Yıldız 21' · McKennie 27' · González 52' | Relatório | Saibari 90+3' | Público: 40 417 Árbitro: ESP Alejandro Hernández Hernández |

| 17 de setembro de 2024 | Milan      | 1 – 3     | Liverpool                                  | San Siro, Milão                          |
| 21:00                  | Pulisic 3' | Relatório | Konaté 23' · Van Dijk 41' · Szoboszlai 67' | Público: 59 826 Árbitro: NOR Espen Eskås |

| 17 de setembro de 2024 | Bayern de Munique                                                                                      | 9 – 2     | Dínamo Zagreb              | Allianz Arena, Munique                             |
| 21:00                  | Kane 19' (pen), 57', 73' (pen), 78' (pen) · Guerreiro 33' · Olise 38', 61' · Sané 85' · Goretzka 90+2' | Relatório | Petković 49' · Ogiwara 50' | Público: 75 000 Árbitro: ESP Juan Martínez Munuera |

| 17 de setembro de 2024 | Real Madrid                              | 3 – 1     | Stuttgart | Santiago Bernabéu, Madrid                     |
| 21:00                  | Mbappé 46' · Rüdiger 83' · Endrick 90+5' | Relatório | Undav 68' | Público: 71 288 Árbitro: TUR Halil Umut Meler |

| 17 de setembro de 2024 | Sporting                  | 2 – 0     | Lille | Estádio José Alvalade, Lisboa               |
| 21:00                  | Gyökeres 38' · Debast 65' | Relatório |       | Público: 40 024 Árbitro: LTU Donatas Rumšas |

| 18 de setembro de 2024 | Sparta Praga                          | 3 – 0     | Red Bull Salzburg | Generali Arena, Praga                       |
| 18:45                  | Kairinen 2' · Olatunji 42' · Laçi 58' | Relatório |                   | Público: 17 612 Árbitro: SVN Rade Obrenović |

| 18 de setembro de 2024 | Bologna | 0 – 0     | Shakhtar Donetsk | Estádio Renato Dall'Ara, Bolonha         |
| 18:45                  |         | Relatório |                  | Público: 23 130 Árbitro: NOR Rohit Saggi |

| 18 de setembro de 2024 | Celtic                                                               | 5 – 1     | Slovan Bratislava | Celtic Park, Glasgow                        |
| 21:00 (20:00 UTC+1)    | Scales 17' · Furuhashi 47' · Engels 56' (pen) · Maeda 70' · Idah 87' | Relatório | Wimmer 61'        | Público: 56 826 Árbitro: NED Danny Makkelie |

| 18 de setembro de 2024 | Brugge | 0 – 3     | Borussia Dortmund                       | Estádio Jan Breydel, Bruges               |
| 21:00                  |        | Relatório | Gittens 76', 86' · Guirassy 90+5' (pen) | Público: 19 961 Árbitro: BIH Irfan Peljto |

| 18 de setembro de 2024 | Manchester City | 0 – 0     | Internazionale | City of Manchester Stadium, Manchester    |
| 21:00 (20:00 UTC+1)    |                 | Relatório |                | Público: 50 922 Árbitro: SWE Glenn Nyberg |

| 18 de setembro de 2024 | Paris Saint-Germain  | 1 – 0     | Girona | Parc des Princes, Paris                     |
| 21:00                  | Gazzaniga 90' (g.c.) | Relatório |        | Público: 39 951 Árbitro: GER Daniel Siebert |

| 19 de setembro de 2024 | Feyenoord | 0 – 4     | Bayer Leverkusen                                        | Estádio De Kuip, Roterdão                 |
| 18:45                  |           | Relatório | Wirtz 5', 36' · Grimaldo 30' · Wellenreuther 45' (g.c.) | Público: 42 297 Árbitro: ITA Davide Massa |

| 19 de setembro de 2024 | Estrela Vermelha | 1 – 2     | Benfica                   | Estádio Estrela Vermelha, Belgrado          |
| 18:45                  | Milson 86'       | Relatório | Aktürkoğlu 9' · Kökçü 29' | Público: 44 238 Árbitro: ENG Michael Oliver |

| 19 de setembro de 2024 | Monaco                         | 2 – 1     | Barcelona | Stade Louis II, Mónaco                       |
| 21:00                  | Akliouche 16' · Ilenikhena 71' | Relatório | Yamal 28' | Público: 13 296 Árbitro: NED Allard Lindhout |

| 19 de setembro de 2024 | Atalanta | 0 – 0     | Arsenal | Estádio Atleti Azzurri d'Italia, Bérgamo    |
| 21:00                  |          | Relatório |         | Público: 22 858 Árbitro: FRA Clément Turpin |

| 19 de setembro de 2024 | Atlético de Madrid          | 2 – 1     | RB Leipzig | Estádio Metropolitano de Madrid, Madrid    |
| 21:00                  | Griezmann 28' · Giménez 90' | Relatório | Šeško 4'   | Público: 57 856 Árbitro: SVK Ivan Kružliak |

| 19 de setembro de 2024 | Brest                   | 2 – 1     | Sturm Graz             | Stade de Roudourou, Guingamp            |
| 21:00                  | Magnetti 23' · Sima 56' | Relatório | Fernandes 45+1' (g.c.) | Público: 14 518 Árbitro: SCO Nick Walsh |

### Rodada 2
| 1 de outubro de 2024 | Red Bull Salzburg | 0 – 4     | Brest                                         | Red Bull Arena, Salzburgo                   |
| 18:45                |                   | Relatório | Sima 21', 70' · Camara 66' · Pereira Lage 75' | Público: 20 232 Árbitro: ENG Anthony Taylor |

| 1 de outubro de 2024 | Stuttgart | 1 – 1     | Sparta Praga | MHPArena, Estugarda                                |
| 18:45                | Millot 7' | Relatório | Kairinen 32' | Público: 60 000 Árbitro: LTU Manfredas Lukjančukas |

| 1 de outubro de 2024 | Arsenal                | 2 – 0     | Paris Saint-Germain | Emirates Stadium, Londres                  |
| 21:00 (20:00 UTC+1)  | Havertz 20' · Saka 35' | Relatório |                     | Público: 60 103 Árbitro: SVN Slavko Vinčić |

| 1 de outubro de 2024 | Bayer Leverkusen | 1 – 0     | Milan | BayArena, Leverkusen                        |
| 21:00                | Boniface 51'     | Relatório |       | Público: 30 210 Árbitro: SUI Sandro Schärer |

| 1 de outubro de 2024 | Borussia Dortmund                                                           | 7 – 1     | Celtic   | Signal Iduna Park, Dortmund                              |
| 21:00                | Can 7' (pen) · Adeyemi 11', 29', 42' · Guirassy 40' (pen), 66' · Nmecha 79' | Relatório | Maeda 9' | Público: 81 365 Árbitro: ESP José María Sánchez Martínez |

| 1 de outubro de 2024 | Barcelona                                                             | 5 – 0     | Young Boys | Estádio Olímpico Lluís Companys, Barcelona   |
| 21:00                | Lewandowski 8', 51' · Raphinha 34' · Martínez 37' · Camara 81' (g.c.) | Relatório |            | Público: 45 097 Árbitro: BEL Erik Lambrechts |

| 1 de outubro de 2024 | Internazionale                                                       | 4 – 0     | Estrela Vermelha | San Siro, Milão                           |
| 21:00                | Çalhanoğlu 11' · Arnautović 59' · L. Martínez 71' · Taremi 81' (pen) | Relatório |                  | Público: 56 391 Árbitro: GER Felix Zwayer |

| 1 de outubro de 2024 | PSV Eindhoven | 1 – 1     | Sporting     | Philips Stadion, Eindhoven               |
| 21:00                | Schouten 15'  | Relatório | Bragança 84' | Público: 34 400 Árbitro: ITA Marco Guida |

| 1 de outubro de 2024 | Slovan Bratislava | 0 – 4     | Manchester City                                    | Tehelné pole, Bratislava                  |
|                      |                   | Relatório | Gündoğan 8' · Foden 15' · Haaland 58' · McAtee 74' | Público: 22 500 Árbitro: ITA Davide Massa |

| 2 de outubro de 2024 | Shakhtar Donetsk | 0 – 3     | Atalanta                                   | Veltins-Arena, Gelsenkirchen, (Alemanha)   |
| 18:45                |                  | Relatório | Djimsiti 21' · Lookman 44' · Bellanova 48' | Público: 21 636 Árbitro: POR João Pinheiro |

| 2 de outubro de 2024 | Girona                      | 2 – 3     | Feyenoord                                            | Estádio Montilivi, Girona                |
| 18:45                | López 19' · Van de Beek 73' | Relatório | Herrera 23' (g.c.) · Milambo 33' · Krejčí 79' (g.c.) | Público: 8 752 Árbitro: SUI Urs Schnyder |

| 2 de outubro de 2024 | Aston Villa | 1 – 0     | Bayern de Munique | Villa Park, Birmingham                     |
| 21:00 (20:00 UTC+1)  | Durán 79'   | Relatório |                   | Público: 38 991 Árbitro: ROU Radu Petrescu |

| 2 de outubro de 2024 | Dínamo Zagreb              | 2 – 2     | Monaco                         | Estádio Maksimir, Zagreb                 |
| 21:00                | Sučić 45+3' · Baturina 66' | Relatório | Salisu 74' · Zakaria 90' (pen) | Público: 12 462 Árbitro: GER Harm Osmers |

| 2 de outubro de 2024 | Liverpool                    | 2 – 0     | Bologna | Anfield, Liverpool                            |
| 21:00 (20:00 UTC+1)  | Mac Allister 11' · Salah 75' | Relatório |         | Público: 59 816 Árbitro: MNE Nikola Dabanović |

| 2 de outubro de 2024 | Lille             | 1 – 0     | Real Madrid | Stade Pierre-Mauroy, Villeneuve-d'Ascq        |
| 21:00                | David 45+3' (pen) | Relatório |             | Público: 48 205 Árbitro: ITA Maurizio Mariani |

| 2 de outubro de 2024 | RB Leipzig           | 2 – 3     | Juventus                          | Red Bull Arena, Leipzig                        |
| 21:00                | Šeško 30', 65' (pen) | Relatório | Vlahović 50', 68' · Conceição 82' | Público: 45 228 Árbitro: FRA François Letexier |

| 2 de outubro de 2024 | Sturm Graz | 0 – 1     | Brugge     | Wörthersee Stadion, Klagenfurt am Wörthersee |
| 21:00                |            | Relatório | Tzolis 23' | Público: 23 205 Árbitro: AZE Aliyar Aghayev  |

| 2 de outubro de 2024 | Benfica                                                         | 4 – 0     | Atlético de Madrid | Estádio da Luz, Lisboa                        |
| 21:00 (20:00 UTC+1)  | Aktürkoğlu 13' · Di María 52' (pen) · Bah 75' · Kökçü 84' (pen) | Relatório |                    | Público: 62 028 Árbitro: NED Serdar Gözübüyük |

### Rodada 3
| 22 de outubro de 2024 | Milan                            | 3 – 1     | Brugge    | San Siro, Milão                           |
| 18:45                 | Pulisic 34' · Reijnders 61', 71' | Relatório | Sabbe 51' | Público: 58 649 Árbitro: GER Felix Zwayer |

| 22 de outubro de 2024 | Monaco                                                         | 5 – 1     | Estrela Vermelha | Stade Louis II, Mónaco                     |
| 18:45                 | Minamino 20', 70' · Embolo 45+4' · Singo 54' · Akliouche 90+6' | Relatório | Ndiaye 27' (pen) | Público: 9 590 Árbitro: GER Tobias Stieler |

| 22 de outubro de 2024 | Arsenal           | 1 – 0     | Shakhtar Donetsk | Emirates Stadium, Londres                   |
| 21:00 (20:00 UTC+1)   | Riznyk 29' (g.c.) | Relatório |                  | Público: 59 594 Árbitro: FRA Benoît Bastien |

| 22 de outubro de 2024 | Aston Villa            | 2 – 0     | Bologna | Villa Park, Birmingham                     |
| 21:00 (20:00 UTC+1)   | McGinn 55' · Durán 64' | Relatório |         | Público: 41 847 Árbitro: POR João Pinheiro |

| 22 de outubro de 2024 | Girona                     | 2 – 0     | Slovan Bratislava | Estádio Montilivi, Girona                  |
| 21:00                 | Gutiérrez 42' · Juanpe 73' | Relatório |                   | Público: 9 246 Árbitro: ROU Horațiu Feșnic |

| 22 de outubro de 2024 | Juventus | 0 – 1     | Stuttgart   | Allianz Stadium, Turim                   |
| 21:00                 |          | Relatório | Touré 90+2' | Público: 41 306 Árbitro: NOR Espen Eskås |

| 22 de outubro de 2024 | Paris Saint-Germain | 1 – 1     | PSV Eindhoven | Parc des Princes, Paris                   |
| 21:00                 | Hakimi 55'          | Relatório | Lang 34'      | Público: 47 511 Árbitro: SWE Glenn Nyberg |

| 22 de outubro de 2024 | Real Madrid                                          | 5 – 2     | Borussia Dortmund       | Estádio Santiago Bernabéu, Madrid          |
| 21:00                 | Rüdiger 60' · Vinícius 62', 86', 90+3' · Vázquez 83' | Relatório | Malen 30' · Gittens 34' | Público: 74 642 Árbitro: ROU István Kovács |

| 22 de outubro de 2024 | Sturm Graz | 0 – 2     | Sporting                  | Wörthersee Stadion, Klagenfurt am Wörthersee   |
| 21:00                 |            | Relatório | Santos 23' · Gyökeres 53' | Público: 23 691 Árbitro: GEO Giorgi Kruashvili |

| 23 de outubro de 2024 | Atalanta | 0 – 0     | Celtic | Estádio Atleti Azzurri d'Italia, Bérgamo  |
| 18:45                 |          | Relatório |        | Público: 21 614 Árbitro: BIH Irfan Peljto |

| 23 de outubro de 2024 | Brest          | 1 – 1     | Bayer Leverkusen | Stade de Roudourou, Guingamp               |
| 18:45                 | Lees-Melou 39' | Relatório | Wirtz 24'        | Público: 15 510 Árbitro: SVK Ivan Kružliak |

| 23 de outubro de 2024 | Atlético de Madrid | 1 – 3     | Lille                               | Estádio Metropolitano de Madrid, Madrid  |
| 21:00                 | Alvarez 8'         | Relatório | Zhegrova 61' · David 74' (pen), 89' | Público: 61 197 Árbitro: ITA Marco Guida |

| 23 de outubro de 2024 | Young Boys | 0 – 1     | Internazionale | Stade de Suisse, Berna                      |
| 21:00                 |            | Relatório | Thuram 90+3'   | Público: 31 500 Árbitro: ENG Michael Oliver |

| 23 de outubro de 2024 | Barcelona                               | 4 – 1     | Bayern de Munique | Estádio Olímpico Lluís Companys, Barcelona |
| 21:00                 | Raphinha 1', 45', 56' · Lewandowski 36' | Relatório | Kane 18'          | Público: 50 312 Árbitro: SVN Slavko Vinčić |

| 23 de outubro de 2024 | Red Bull Salzburg | 0 – 2     | Dínamo Zagreb                | Red Bull Arena, Salzburgo                   |
| 21:00                 |                   | Relatório | Kulenović 49' · Petković 84' | Público: 24 018 Árbitro: NED Danny Makkelie |

| 23 de outubro de 2024 | Manchester City                                            | 5 – 0     | Sparta Praga | City of Manchester Stadium, Manchester        |
| 21:00 (20:00 UTC+1)   | Foden 3' · Haaland 58', 68' · Stones 64' · Nunes 88' (pen) | Relatório |              | Público: 50 116 Árbitro: ITA Maurizio Mariani |

| 23 de outubro de 2024 | RB Leipzig | 0 – 1     | Liverpool | Red Bull Arena, Leipzig                     |
| 21:00                 |            | Relatório | Núñez 27' | Público: 45 228 Árbitro: SUI Sandro Schärer |

| 23 de outubro de 2024 | Benfica        | 1 – 3     | Feyenoord                     | Estádio da Luz, Lisboa                        |
| 21:00 (20:00 UTC+1)   | Aktürkoğlu 66' | Relatório | Ueda 12' · Milambo 33', 90+2' | Público: 61 687 Árbitro: TUR Halil Umut Meler |

### Rodada 4
| 5 de novembro de 2024 | PSV Eindhoven                                                 | 4 – 0     | Girona | Philips Stadion, Eindhoven                  |
| 18:45                 | Flamingo 16' · Tillman 33' · Bakayoko 83' · Krejčí 88' (g.c.) | Relatório |        | Público: 34 400 Árbitro: ENG Michael Oliver |

| 5 de novembro de 2024 | Slovan Bratislava | 1 – 4     | Dínamo Zagreb                               | Tehelné pole, Bratislava                    |
| 18:45                 | Strelec 5'        | Relatório | Špikić 10' · Sučić 30' · Kulenović 54', 72' | Público: 22 132 Árbitro: ENG Anthony Taylor |

| 5 de novembro de 2024 | Bologna | 0 – 1     | Monaco     | Estádio Renato Dall'Ara, Bolonha            |
| 21:00                 |         | Relatório | Kehrer 86' | Público: 23 084 Árbitro: AZE Aliyar Aghayev |

| 5 de novembro de 2024 | Borussia Dortmund | 1 – 0     | Sturm Graz | Signal Iduna Park, Dortmund                  |
| 21:00                 | Malen 85'         | Relatório |            | Público: 81 365 Árbitro: BEL Erik Lambrechts |

| 5 de novembro de 2024 | Celtic                       | 3 – 1     | RB Leipzig      | Celtic Park, Glasgow                        |
| 21:00 (20:00 UTC+0)   | Kühn 35', 45+1' · Hatate 72' | Relatório | Baumgartner 23' | Público: 57 551 Árbitro: FRA Benoît Bastien |

| 5 de novembro de 2024 | Liverpool                        | 4 – 0     | Bayer Leverkusen | Anfield, Liverpool                          |
| 21:00 (20:00 UTC+0)   | Díaz 61', 83', 90+2' · Gakpo 63' | Relatório |                  | Público: 59 790 Árbitro: NED Danny Makkelie |

| 5 de novembro de 2024 | Lille     | 1 – 1     | Juventus           | Stade Pierre-Mauroy, Villeneuve-d'Ascq    |
| 21:00                 | David 27' | Relatório | Vlahović 60' (pen) | Público: 48 312 Árbitro: BIH Irfan Peljto |

| 5 de novembro de 2024 | Real Madrid        | 1 – 3     | Milan                                  | Estádio Santiago Bernabéu, Madrid          |
| 21:00                 | Vinícius 23' (pen) | Relatório | Thiaw 12' · Morata 39' · Reijnders 73' | Público: 75 561 Árbitro: SVN Slavko Vinčić |

| 5 de novembro de 2024 | Sporting                                        | 4 – 1     | Manchester City | Estádio José Alvalade, Lisboa               |
| 21:00 (20:00 UTC+0)   | Gyökeres 38', 49' (pen), 81' (pen) · Araújo 46' | Relatório | Foden 4'        | Público: 47 453 Árbitro: GER Daniel Siebert |

| 6 de novembro de 2024 | Brugge            | 1 – 0     | Aston Villa | Estádio Jan Breydel, Bruges                 |
| 18:45                 | Vanaken 52' (pen) | Relatório |             | Público: 23 466 Árbitro: GER Tobias Stieler |

| 6 de novembro de 2024 | Shakhtar Donetsk         | 2 – 1     | Young Boys | Veltins-Arena, Gelsenkirchen (Alemanha)    |
| 18:45                 | Zubkov 31' · Sudakov 41' | Relatório | Imeri 27'  | Público: 17 420 Árbitro: ISR Orel Grinfeld |

| 6 de novembro de 2024 | Sparta Praga   | 1 – 2     | Brest                               | Generali Arena, Praga                       |
| 21:00                 | Olatunji 90+2' | Relatório | Fernandes 37' · Kairinen 80' (g.c.) | Público: 18 033 Árbitro: UKR Mykola Balakin |

| 6 de novembro de 2024 | Bayern de Munique | 1 – 0     | Benfica | Allianz Arena, Munique                    |
| 21:00                 | Musiala 67'       | Relatório |         | Público: 75 000 Árbitro: ITA Davide Massa |

| 6 de novembro de 2024 | Internazionale         | 1 – 0     | Arsenal | San Siro, Milão                            |
| 21:00                 | Çalhanoğlu 45+3' (pen) | Relatório |         | Público: 75 222 Árbitro: ROU István Kovács |

| 6 de novembro de 2024 | Feyenoord       | 1 – 3     | Red Bull Salzburg              | Estádio De Kuip, Roterdão                   |
| 21:00                 | Hadj Moussa 81' | Relatório | Konaté 45+2', 58' · Guindo 86' | Público: 42 774 Árbitro: LTU Donatas Rumšas |

| 6 de novembro de 2024 | Estrela Vermelha       | 2 – 5     | Barcelona                                                      | Estádio Estrela Vermelha, Belgrado       |
| 21:00                 | Silas 27' · Milson 84' | Relatório | Martínez 13' · Lewandowski 43', 53' · Raphinha 55' · López 76' | Público: 48 886 Árbitro: NOR Espen Eskås |

| 6 de novembro de 2024 | Paris Saint-Germain | 1 – 2     | Atlético de Madrid        | Parc des Princes, Paris                       |
| 21:00                 | Zaïre-Emery 14'     | Relatório | Molina 18' · Correa 90+3' | Público: 47 369 Árbitro: POL Szymon Marciniak |

| 6 de novembro de 2024 | Stuttgart | 0 – 2     | Atalanta                  | MHPArena, Estugarda                         |
| 21:00                 |           | Relatório | Lookman 51' · Zaniolo 88' | Público: 60 000 Árbitro: SVN Rade Obrenović |

### Rodada 5
| 26 de novembro de 2024 | Sparta Praga | 0 – 6     | Atlético de Madrid                                                | Generali Arena, Praga                       |
| 18:45                  |              | Relatório | Alvarez 15', 59' · Llorente 43' · Griezmann 70' · Correa 85', 89' | Público: 18 110 Árbitro: NED Danny Makkelie |

| 26 de novembro de 2024 | Slovan Bratislava             | 2 – 3     | Milan                                | Tehelné pole, Bratislava                                 |
| 18:45                  | Barseghyan 24' · Marcelli 88' | Relatório | Pulisic 21' · Leão 68' · Abraham 71' | Público: 22 500 Árbitro: ESP José María Sánchez Martínez |

| 26 de novembro de 2024 | Bayer Leverkusen                                             | 5 – 0     | Red Bull Salzburg | BayArena, Leverkusen                        |
| 21:00                  | Wirtz 8' (pen), 30' · Grimaldo 11' · Schick 61' · García 72' | Relatório |                   | Público: 29 211 Árbitro: UKR Mykola Balakin |

| 26 de novembro de 2024 | Young Boys   | 1 – 6     | Atalanta                                                                | Stade de Suisse, Berna                             |
| 21:00                  | Ganvoula 11' | Relatório | Retegui 9', 39' · De Ketelaere 28', 56' · Kolašinac 32' · Samardžić 90' | Público: 31 500 Árbitro: LTU Manfredas Lukjančukas |

| 26 de novembro de 2024 | Barcelona                               | 3 – 0     | Brest | Estádio Olímpico Lluís Companys, Barcelona |
| 21:00                  | Lewandowski 10' (pen), 90+2' · Olmo 66' | Relatório |       | Público: 46 317 Árbitro: BIH Irfan Peljto  |

| 26 de novembro de 2024 | Bayern de Munique | 1 – 0     | Paris Saint-Germain | Allianz Arena, Munique                     |
| 21:00                  | Kim Min-jae 38'   | Relatório |                     | Público: 75 000 Árbitro: ROU István Kovács |

| 26 de novembro de 2024 | Internazionale    | 1 – 0     | RB Leipzig | San Siro, Milão                            |
| 21:00                  | Lukeba 27' (g.c.) | Relatório |            | Público: 63 174 Árbitro: POR João Pinheiro |

| 26 de novembro de 2024 | Manchester City                       | 3 – 3     | Feyenoord                                  | City of Manchester Stadium, Manchester     |
| 21:00 (20:00 UTC+0)    | Haaland 44' (pen), 53' · Gündoğan 50' | Relatório | Hadj Moussa 75' · Giménez 82' · Hancko 89' | Público: 47 011 Árbitro: ROU Radu Petrescu |

| 26 de novembro de 2024 | Sporting   | 1 – 5     | Arsenal                                                                     | Estádio José Alvalade, Lisboa                 |
| 21:00 (20:00 UTC+0)    | Inácio 47' | Relatório | Martinelli 7' · Havertz 22' · Gabriel 45+1' · Saka 65' (pen) · Trossard 82' | Público: 47 386 Árbitro: POL Szymon Marciniak |

| 27 de novembro de 2024 | Estrela Vermelha                                        | 5 – 1     | Stuttgart    | Estádio Estrela Vermelha, Belgrado           |
| 18:45                  | Silas 12' · Krunić 31' · Ivanić 65' · Radonjić 69', 88' | Relatório | Demirović 5' | Público: 41 372 Árbitro: BEL Erik Lambrechts |

| 27 de novembro de 2024 | Sturm Graz  | 1 – 0     | Girona | Wörthersee Stadion, Klagenfurt am Wörthersee |
| 18:45                  | Biereth 59' | Relatório |        | Público: 21 502 Árbitro: NOR Rohit Saggi     |

| 27 de novembro de 2024 | Monaco                       | 2 – 3     | Benfica                                        | Stade Louis II, Mónaco                      |
| 21:00                  | Ben Seghir 13' · Magassa 67' | Relatório | Pavlidis 48' · Arthur Cabral 84' · Amdouni 88' | Público: 13 581 Árbitro: SVN Rade Obrenovič |

| 27 de novembro de 2024 | Aston Villa | 0 – 0     | Juventus | Villa Park, Birmingham                         |
| 21:00 (20:00 UTC+0)    |             | Relatório |          | Público: 42 589 Árbitro: ESP Jesús Gil Manzano |

| 27 de novembro de 2024 | Bologna    | 1 – 2     | Lille          | Estádio Renato Dall'Ara, Bolonha            |
| 21:00                  | Lucumí 63' | Relatório | Mukau 44', 66' | Público: 22 420 Árbitro: ENG Michael Oliver |

| 27 de novembro de 2024 | Celtic    | 1 – 1     | Brugge                    | Celtic Park, Glasgow                        |
| 21:00 (20:00 UTC+0)    | Maeda 60' | Relatório | Carter-Vickers 26' (g.c.) | Público: 57 456 Árbitro: BUL Georgi Kabakov |

| 27 de novembro de 2024 | Dínamo Zagreb | 0 – 3     | Borussia Dortmund                           | Estádio Maksimir, Zagreb                    |
| 21:00                  |               | Relatório | Gittens 41' · Bensebaini 56' · Guirassy 90' | Público: 20 019 Árbitro: FRA Clément Turpin |

| 27 de novembro de 2024 | Liverpool                    | 2 – 0     | Real Madrid | Anfield, Liverpool                             |
| 21:00 (20:00 UTC+0)    | Mac Allister 52' · Gakpo 77' | Relatório |             | Público: 59 546 Árbitro: FRA François Letexier |

| 27 de novembro de 2024 | PSV Eindhoven                 | 3 – 2     | Shakhtar Donetsk      | Philips Stadion, Eindhoven                |
| 21:00                  | Tillman 87', 90' · Pepi 90+5' | Relatório | Sikan 8' · Zubkov 37' | Público: 35 100 Árbitro: SUI Urs Schnyder |

### Rodada 6
| 10 de dezembro de 2024 | Girona | 0 – 1     | Liverpool       | Estádio Montilivi, Girona                  |
| 18:45                  |        | Relatório | Salah 63' (pen) | Público: 9 241 Árbitro: FRA Benoît Bastien |

| 10 de dezembro de 2024 | Dínamo Zagreb | 0 – 0     | Celtic | Estádio Maksimir, Zagreb                  |
| 18:45                  |               | Relatório |        | Público: 18 158 Árbitro: GER Felix Zwayer |

| 10 de dezembro de 2024 | Atalanta                         | 2 – 3     | Real Madrid                                | Estádio Atleti Azzurri d'Italia, Bérgamo      |
| 21:00                  | De Ketelaere 45+2' · Lookman 65' | Relatório | Mbappé 10' · Vinícius 56' · Bellingham 59' | Público: 22 967 Árbitro: POL Szymon Marciniak |

| 10 de dezembro de 2024 | Bayer Leverkusen | 1 – 0     | Internazionale | BayArena, Leverkusen                       |
| 21:00                  | Mukiele 90'      | Relatório |                | Público: 30 210 Árbitro: SVN Slavko Vinčić |

| 10 de dezembro de 2024 | Brugge                            | 2 – 1     | Sporting  | Estádio Jan Breydel, Bruges                 |
| 21:00                  | Quaresma 24' (g.c.) · Nielsen 84' | Relatório | Catamo 3' | Público: 22 254 Árbitro: ENG Anthony Taylor |

| 10 de dezembro de 2024 | Red Bull Salzburg | 0 – 3     | Paris Saint-Germain               | Red Bull Arena, Salzburgo                   |
| 21:00                  |                   | Relatório | Ramos 30' · Mendes 72' · Doué 85' | Público: 25 065 Árbitro: ENG Michael Oliver |

| 10 de dezembro de 2024 | Shakhtar Donetsk | 1 – 5     | Bayern de Munique                                              | Veltins-Arena, Gelsenkirchen (Alemanha)       |
| 21:00                  | Kevin 5'         | Relatório | Laimer 11' · Müller 45' · Olise 70' (pen), 90+3' · Musiala 87' | Público: 57 079 Árbitro: TUR Halil Umut Meler |

| 10 de dezembro de 2024 | RB Leipzig                   | 2 – 3     | Aston Villa                         | Red Bull Arena, Leipzig                       |
| 21:00                  | Openda 27' · Baumgartner 62' | Relatório | McGinn 3' · Durán 52' · Barkley 85' | Público: 40 406 Árbitro: ITA Maurizio Mariani |

| 10 de dezembro de 2024 | Brest           | 1 – 0     | PSV Eindhoven | Stade de Roudourou, Guingamp                             |
| 21:00                  | Le Cardinal 43' | Relatório |               | Público: 15 778 Árbitro: ESP José María Sánchez Martínez |

| 11 de dezembro de 2024 | Atlético de Madrid               | 3 – 1     | Slovan Bratislava  | Estádio Metropolitano de Madrid, Madrid            |
| 18:45                  | Alvarez 16' · Griezmann 42', 57' | Relatório | Strelec 51' (pen.) | Público: 59 134 Árbitro: LTU Manfredas Lukjančukas |

| 11 de dezembro de 2024 | Lille                                        | 3 – 2     | Sturm Graz                      | Stade Pierre-Mauroy, Villeneuve-d'Ascq      |
| 18:45                  | Sahraoui 37' · Bakker 45+2' · Haraldsson 81' | Relatório | Kiteishvili 45+4' · Biereth 47' | Público: 45 796 Árbitro: BUL Georgi Kabakov |

| 11 de dezembro de 2024 | Milan                  | 2 – 1     | Estrela Vermelha | San Siro, Milão                                |
| 21:00                  | Leão 42' · Abraham 87' | Relatório | Radonjić 67'     | Público: 53 717 Árbitro: ESP Jesús Gil Manzano |

| 11 de dezembro de 2024 | Arsenal                     | 3 – 0     | Monaco | Emirates Stadium, Londres                 |
| 21:00 (20:00 UTC+0)    | Saka 34', 78' · Havertz 88' | Relatório |        | Público: 60 157 Árbitro: ITA Davide Massa |

| 11 de dezembro de 2024 | Borussia Dortmund       | 2 – 3     | Barcelona                      | Signal Iduna Park, Dortmund                    |
| 21:00                  | Guirassy 60' (pen), 78' | Relatório | Raphinha 53' · Torres 75', 85' | Público: 81 365 Árbitro: FRA François Letexier |

| 11 de dezembro de 2024 | Feyenoord                                               | 4 – 2     | Sparta Praga                     | Estádio De Kuip, Roterdão                   |
| 21:00                  | Trauner 8' · Paixão 10' · Hadj Moussa 30' · Giménez 63' | Relatório | Rrahmani 43' · Beelen 79' (g.c.) | Público: 45 000 Árbitro: GER Tobias Stieler |

| 11 de dezembro de 2024 | Juventus                    | 2 – 0     | Manchester City | Allianz Stadium, Turim                      |
| 21:00                  | Vlahović 53' · McKennie 75' | Relatório |                 | Público: 40 890 Árbitro: FRA Clément Turpin |

| 11 de dezembro de 2024 | Benfica | 0 – 0     | Bologna | Estádio da Luz, Lisboa                     |
| 21:00 (20:00 UTC+0)    |         | Relatório |         | Público: 60 650 Árbitro: ROU Radu Petrescu |

| 11 de dezembro de 2024 | Stuttgart                                                          | 5 – 1     | Young Boys | MHPArena, Estugarda                            |
| 21:00                  | Stiller 25' · Millot 53' · Führich 61' · Vagnoman 66' · Keitel 75' | Relatório | Łakomy 6'  | Público: 60 000 Árbitro: GEO Giorgi Kruashvili |

### Rodada 7
| 21 de janeiro de 2025 | Monaco   | 1 – 0     | Aston Villa | Stade Louis II, Mónaco                     |
| 18:45                 | Singo 8' | Relatório |             | Público: 13 508 Árbitro: SVN Slavko Vinčić |

| 21 de janeiro de 2025 | Atalanta                                                                       | 5 – 0     | Sturm Graz | Estádio Atleti Azzurri d'Italia, Bérgamo    |
| 18:45                 | Retegui 12' · Pašalić 58' · De Ketelaere 63' · Lookman 90' · Brescianini 90+4' | Relatório |            | Público: 19 469 Árbitro: LTU Donatas Rumšas |

| 21 de janeiro de 2025 | Atlético de Madrid | 2 – 1     | Bayer Leverkusen | Estádio Metropolitano de Madrid, Madrid   |
| 21:00                 | Alvarez 52', 90'   | Relatório | Hincapié 45+1'   | Público: 66 820 Árbitro: ITA Davide Massa |

| 21 de janeiro de 2025 | Bologna                         | 2 – 1     | Borussia Dortmund  | Estádio Renato Dall'Ara, Bolonha              |
| 21:00                 | Dallinga 71' · Iling-Junior 72' | Relatório | Guirassy 15' (pen) | Público: 26 801 Árbitro: NED Serdar Gözübüyük |

| 21 de janeiro de 2025 | Brugge | 0 – 0     | Juventus | Estádio Jan Breydel, Bruges                 |
| 21:00                 |        | Relatório |          | Público: 26 700 Árbitro: FRA Benoît Bastien |

| 21 de janeiro de 2025 | Estrela Vermelha       | 2 – 3     | PSV Eindhoven                      | Estádio Estrela Vermelha, Belgrado         |
| 21:00                 | Ndiaye 71' · Djiga 77' | Relatório | L. de Jong 17', 23' · Flamingo 43' | Público: 36 648 Árbitro: ROU István Kovács |

| 21 de janeiro de 2025 | Liverpool               | 2 – 1     | Lille     | Anfield, Liverpool                        |
| 21:00 (20:00 UTC+0)   | Salah 34' · Elliott 67' | Relatório | David 62' | Público: 59 782 Árbitro: GER Felix Zwayer |

| 21 de janeiro de 2025 | Slovan Bratislava | 1 – 3     | Stuttgart                      | Tehelné pole, Bratislava                    |
| 21:00                 | Metsoko 85'       | Relatório | Leweling 11', 36' · Rieder 87' | Público: 22 500 Árbitro: ENG Chris Kavanagh |

| 21 de janeiro de 2025 | Benfica                                         | 4 – 5     | Barcelona                                                           | Estádio da Luz, Lisboa                      |
| 21:00 (20:00 UTC+0)   | Pavlidis 2', 22', 30' (pen) · Araújo 68' (g.c.) | Relatório | Lewandowski 13' (pen), 78' (pen) · Raphinha 64', 90+6' · García 86' | Público: 63 225 Árbitro: NED Danny Makkelie |

| 22 de janeiro de 2025 | Shakhtar Donetsk              | 2 – 0     | Brest | Veltins-Arena, Gelsenkirchen (Alemanha)     |
| 18:45                 | Kevin 18' · Sudakov 37' (pen) | Relatório |       | Público: 15 282 Árbitro: SUI Sandro Schärer |

| 22 de janeiro de 2025 | RB Leipzig              | 2 – 1     | Sporting     | Red Bull Arena, Leipzig                            |
| 18:45                 | Šeško 19' · Poulsen 78' | Relatório | Gyökeres 75' | Público: 33 478 Árbitro: LTU Manfredas Lukjančukas |

| 22 de janeiro de 2025 | Milan    | 1 – 0     | Girona | San Siro, Milão                             |
| 21:00                 | Leão 37' | Relatório |        | Público: 66 030 Árbitro: GER Tobias Stieler |

| 22 de janeiro de 2025 | Sparta Praga | 0 – 1     | Internazionale | Generali Arena, Praga                                      |
| 21:00                 |              | Relatório | Martínez 12'   | Público: 18 010 Árbitro: ESP Alejandro Hernández Hernández |

| 22 de janeiro de 2025 | Arsenal                                | 3 – 0     | Dínamo Zagreb | Emirates Stadium, Londres                   |
| 21:00 (20:00 UTC+0)   | Rice 2' · Havertz 66' · Ødegaard 90+1' | Relatório |               | Público: 60 024 Árbitro: GER Daniel Siebert |

| 22 de janeiro de 2025 | Celtic            | 1 – 0     | Young Boys | Celtic Park, Glasgow                     |
| 21:00 (20:00 UTC+0)   | Benito 86' (g.c.) | Relatório |            | Público: 56 544 Árbitro: NOR Rohit Saggi |

| 22 de janeiro de 2025 | Feyenoord                           | 3 – 0     | Bayern de Munique | Estádio De Kuip, Roterdão                      |
| 21:00                 | Giménez 21', 45+9' (pen) · Ueda 89' | Relatório |                   | Público: 43 106 Árbitro: FRA François Letexier |

| 22 de janeiro de 2025 | Paris Saint-Germain                                 | 4 – 2     | Manchester City            | Parc des Princes, Paris                       |
| 21:00                 | Dembélé 56' · Barcola 60' · Neves 78' · Ramos 90+6' | Relatório | Grealish 50' · Haaland 53' | Público: 47 818 Árbitro: POL Szymon Marciniak |

| 22 de janeiro de 2025 | Real Madrid                                       | 5 – 1     | Red Bull Salzburg | Santiago Bernabéu, Madrid                 |
| 21:00                 | Rodrygo 23', 34' · Mbappé 48' · Vinícius 55', 77' | Relatório | Bidstrup 85'      | Público: 73 692 Árbitro: SWE Glenn Nyberg |

### Rodada 8
| 29 de janeiro de 2025 | Aston Villa                        | 4 – 2     | Celtic        | Villa Park, Birmingham                      |
| 21:00 (20:00 UTC+0)   | Rogers 3', 5', 90+1' · Watkins 60' | Relatório | Idah 36', 38' | Público: 42 824 Árbitro: FRA Clément Turpin |

| 29 de janeiro de 2025 | Bayer Leverkusen      | 2 – 0     | Sparta Praga | BayArena, Leverkusen                        |
| 21:00                 | Wirtz 32' · Tella 64' | Relatório |              | Público: 30 210 Árbitro: BUL Georgi Kabakov |

| 29 de janeiro de 2025 | Borussia Dortmund                  | 3 – 1     | Shakhtar Donetsk | Signal Iduna Park, Dortmund               |
| 21:00                 | Guirassy 17', 44' · Bensebaini 79' | Relatório | Marlon 50'       | Público: 81 365 Árbitro: SWE Glenn Nyberg |

| 29 de janeiro de 2025 | Young Boys | 0 – 1     | Estrela Vermelha | Stade de Suisse, Berna                        |
| 21:00                 |            | Relatório | Kanga 69'        | Público: 31 500 Árbitro: TUR Halil Umut Meler |

| 29 de janeiro de 2025 | Barcelona              | 2 – 2     | Atalanta                  | Estádio Olímpico Lluís Companys, Barcelona  |
| 21:00                 | Yamal 47' · Araújo 72' | Relatório | Éderson 67' · Pašalić 79' | Público: 42 728 Árbitro: ENG Michael Oliver |

| 29 de janeiro de 2025 | Bayern de Munique                | 3 – 1     | Slovan Bratislava | Allianz Arena, Munique                     |
| 21:00                 | Müller 8' · Kane 63' · Coman 84' | Relatório | Tolić 90'         | Público: 75 000 Árbitro: POR João Pinheiro |

| 29 de janeiro de 2025 | Internazionale                 | 3 – 0     | Monaco | San Siro, Milão                           |
| 21:00                 | L. Martínez 4' (pen), 16', 67' | Relatório |        | Público: 71 601 Árbitro: BIH Irfan Peljto |

| 29 de janeiro de 2025 | Red Bull Salzburg | 1 – 4     | Atlético de Madrid                               | Red Bull Arena, Salzburgo                   |
| 21:00                 | Daghim 90+1'      | Relatório | Simeone 5' · Griezmann 13', 45+1' · Llorente 63' | Público: 23 389 Árbitro: ENG Anthony Taylor |

| 29 de janeiro de 2025 | Girona      | 1 – 2     | Arsenal                          | Estádio Montilivi, Girona                    |
| 21:00                 | Danjuma 28' | Relatório | Jorginho 38' (pen) · Nwaneri 42' | Público: 9 048 Árbitro: ITA Maurizio Mariani |

| 29 de janeiro de 2025 | Dínamo Zagreb            | 2 – 1     | Milan       | Estádio Maksimir, Zagreb                       |
| 21:00                 | Baturina 19' · Pjaca 60' | Relatório | Pulisic 53' | Público: 18 856 Árbitro: FRA François Letexier |

| 29 de janeiro de 2025 | Juventus | 0 – 2     | Benfica                  | Allianz Stadium, Turim                     |
| 21:00                 |          | Relatório | Pavlidis 16' · Kökçü 80' | Público: 41 402 Árbitro: ROU István Kovács |

| 29 de janeiro de 2025 | Lille                                                                              | 6 – 1     | Feyenoord   | Stade Pierre-Mauroy, Villeneuve-d'Ascq     |
| 21:00                 | Sahraoui 4' · Trauner 38' (g.c.), 76' (g.c.) · Gomes 57' · David 74' · Cabella 80' | Relatório | Giménez 14' | Público: 44 071 Árbitro: SVN Slavko Vinčić |

| 29 de janeiro de 2025 | Manchester City                                | 3 – 1     | Brugge       | City of Manchester Stadium, Manchester          |
| 21:00 (20:00 UTC+0)   | Kovačić 53' · Ordóñez 62' (g.c.) · Savinho 77' | Relatório | Onyedika 45' | Público: 51 237 Árbitro: ESP José María Sánchez |

| 29 de janeiro de 2025 | PSV Eindhoven                           | 3 – 2     | Liverpool                     | Philips Stadion, Eindhoven                  |
| 21:00                 | Bakayoko 35' · Saibari 45' · Pepi 45+6' | Relatório | Gakpo 28' (pen) · Elliott 40' | Público: 35 000 Árbitro: GER Tobias Stieler |

| 29 de janeiro de 2025 | Sturm Graz | 1 – 0     | RB Leipzig | Wörthersee Stadion, Klagenfurt am Wörthersee |
| 21:00                 | Malić 42'  | Relatório |            | Público: 26 851 Árbitro: UKR Mykola Balakin  |

| 29 de janeiro de 2025 | Sporting   | 1 – 1     | Bologna    | Estádio José Alvalade, Lisboa               |
| 21:00 (20:00 UTC+0)   | Harder 77' | Relatório | Pobega 21' | Público: 37 328 Árbitro: FRA Benoît Bastien |

| 29 de janeiro de 2025 | Brest | 0 – 3     | Real Madrid                       | Stade de Roudourou, Guingamp             |
| 21:00                 |       | Relatório | Rodrygo 27', 78' · Bellingham 56' | Público: 15 405 Árbitro: NOR Espen Eskås |

| 29 de janeiro de 2025 | Stuttgart        | 1 – 4     | Paris Saint-Germain                | MHPArena, Estugarda                       |
| 21:00                 | Pacho 77' (g.c.) | Relatório | Barcola 6' · Dembélé 17', 35', 54' | Público: 60 000 Árbitro: ITA Davide Massa |